# Atractus poeppigi
Atractus poeppigi är en ormart som beskrevs av Jan 1862. Atractus poeppigi ingår i släktet Atractus och familjen snokar. Inga underarter finns listade.
Arten förekommer i Amazonområdet i norra Brasilien samt i angränsande regioner av nordöstra Peru. Den lever i låglandet och i kulliga områden upp till 650 meter över havet. Atractus poeppigi hittas oftast vid kanten av skogarna eller på skogsgläntor. Den gräver i det översta jordlagret eller i lövskiktet. Honor lägger ägg.
För beståndet är inga hot kända. IUCN kategoriserar arten globalt som livskraftig.